# P. Papp Asztrik
P. Papp Asztrik (Kisgörgény, 1916. április 27. – Brassó, 1985. július 12.) erdélyi magyar költő.

## Életútja
Középiskoláit Székelyudvarhelyen, a Római Katolikus Főgimnáziumban végezte (1935), ezt követően a ferences rendi újoncévet Medgyesen (1933), a teológiát Vajdahunyadon (1940), az egyetemet Kolozsvárt (1942). Ferences szerzetes Csíksomlyó, Mikháza, Máriaradna, Esztelnek, Szárhegy rendházaiban (1944-57). Hét évig börtönben sínylődött politikai elítéltként, majd 1964-ben szabadulva Szárhegyen, utána Nyárádselyén, Marosszentgyörgyön, Désen, végül Fogarason (1964-85) végez plébániai szolgálatot.

## Munkássága
A ferences Szent Erzsébet című cikkével a Ferences Nemzedék hasábjain jelentkezett (1935), a Katholikus Világ Imre herceg üzenete (1940) és Házszentelés Lövétén (1944) című írásait közölte, A Hírnökben Gábor Áront mint csíksomlyói diákot mutatta be (1944).
Első verseit (1933) a Csíksomlyói Virágok című negyedévi kéziratos folyóiratban közölte; később a Jóbarát (1934-39), az aradi Vasárnap (1935-39), a Budapesten megjelenő Magyar Barát (1943), a Katholikus Világ (1940-46), a Hírnök (1940-44), a Szent Ferenc Hírnöke (1946), majd a Mikházán kiadott kéziratos Kisgörgényi Füzetek (1950-51) s a maga szerkesztette máriaradnai Erdélyi Ferences Futár (1951-52) közölte írásait.
Első verseskötetét Üzenem... címmel a kolozsvári Szent Bonaventura nyomda jelentette meg (1938). Költészetét népi katolicizmus és a Székelyföld tájait idéző Szent Ferenc-i természetrajongás, érzékeny humánum jellemzi. Válogatott verseit A Jézushágón címmel ugyancsak a kolozsvári ferences kolostor újra létrehozott nyomdája jelentette meg P. Papp Leonárd és Fodor György szerkesztésében (1994). A kötet előszavában Benedek Domokos tartományfőnök így jellemzi Erdély holta után újra megszólaltatott „nagy ferences költőjét”: „Megfogyatkozott és oly sokszor reményvesztett népünk tekintetét, szívét újra Isten szeretete felé irányítja. A versekben nemcsak az emberiség szomorúságát számonkérő »Miért« vetődik fel, hanem a »Nem vagytok magatokéi« biztatása is megszólal, s nemcsak az ötvenes évek megpróbáltatásainak panaszlása, hanem Az út vallomása c. versében megfogalmazott csillaglátó remény is.”

## Kötetei
- Üzenem... (versek, Kolozsvár, 1938)
- A Jézushágón. Válogatott versek; s.n., Kolozsvár, 1995 (Szent Bonaventura. Új sorozat)
- A csíksomlyói pünkösdi búcsú; sajtó alá rend., utószó Fodor Sándor; Agapé, Szeged, 1995

Polgári nevén (Papp József) is közölt.